# Бозонное поле
В квантовой теории поля, бозонное поле является квантовым полем, квантами которого являются бозоны; то есть они подчиняются статистике Бозе-Эйнштейна. Бозонные поля подчиняются каноническим коммутационным соотношениям, в отличие от фермионных полей, которые подчиняются каноническим антикоммутационным соотношениям.
Примерами бозонных полей являются скалярные поля, описывающие частицы со спином 0 (бозон Хиггса), и калибровочные поля, описывающие частицы со спином 1 (фотон).